# رومئو و ژولیت (فیلم ۱۹۵۴)
رومئو و ژولیت (انگلیسی: Romeo and Juliet) فیلمی در ژانر درام و رمانتیک به کارگردانی رناتو کاستلانی است که در سال ۱۹۵۴ منتشر شد. از بازیگران آن می‌توان به لارنس هاروی، فلورا رابسون، جان گیلگد، بیل تراورز، نیه‌تا زوکی و نورمن وولند اشاره کرد.